# Abdelmajid Ennabli
Abdelmajid Ennabli (en árabe: عبد المجيد النابلي‎), nacido el 6 de marzo de 1937,  es un historiador y arqueólogo tunecino.

## Biografía
Conservador del sitio arqueológico de Cartago y del Museo Nacional de Cartago durante la campaña internacional de la Unesco destinada a salvar la ciudad antigua (1972-1992), fue director de Investigación del Instituto Nacional de Arqueología y Arte Tunecino, que más tarde se convirtió en el Instituto del Patrimonio Nacional.
Es miembro de varias sociedades científicas y miembro correspondiente del Instituto Arqueológico Alemán.

## Vida privada
Es el marido de Liliane Ennabli, una arqueóloga especializada en el período cristiano de Cartago.

## Publicaciones
- Histoire générale de la Tunisie, tome I « L'Antiquité » (avec Ammar Mahjoubi, Hédi Slim et Khaled Belkhodja), Tunis, ed. Société tunisienne de diffusion, Tunis, 1968 (Sud Éditions, Tunis, 2005)
- La nécropole romaine de Raqqada (avec Ammar Mahjoubi et Jan Willem Salomonson), Tunis, ed. Institut national d'archéologie et d'art, 1970
- (en inglés) Carthage. A Visit to the Ruins (avec Hédi Slim), Tunis, ed. Cérès, 1974
- Lampes chrétiennes de Tunisie : musées du Bardo et de Carthage, Paris, ed. CNRS, 1976[5]
- Pour sauver Carthage, exploration et conservation de la cité punique, romaine, byzantine [sous la dir. de], Paris, ed. UNESCO/INAA, 1992 ISBN 978-92-3-202782-5
- Carthage. Le site archéologique (avec Hédi Slim), Tunis, ed. Cérès, 1993 ISBN 978-9973-700-83-4
- Carthage retrouvée, éd. Cérès, Tunis, 1995
- Carthage : un site d'intérêt culturel et naturel, Tunis, ed. Contraste, Tunis, 2009
- Carthage. Les travaux et les jours : recherches et découvertes, 1831-2016, Paris, ed. CNRS, 20201